# Betacoronavirus
Betacoronaviren sind eine von vier Gattungen von Coronaviren der Unterfamilie Orthocoronavirinae in der Familie Coronaviridae der Ordnung Nidovirales. In der älteren Literatur wird diese Gattung auch als Gruppe-2-Coronaviren bezeichnet. Es sind umhüllte einzelsträngige RNA-Viren mit positiver Polarität und zoonotischem Ursprung.
Die Coronavirus-Gattungen setzen sich jeweils aus verschiedenen viralen „Linien“ (englisch lineage ‚Abstammungslinie‘) zusammen, wobei die Gattung Betacoronavirus vier solcher Linien enthält (Stand 2001), die mittlerweile als vier Untergattungen plus eine weitere Untergattung klassifiziert werden. Neben Alphacoronavirus sind sie die einzige Gattung, die in Fledermausarten gefunden wurde (Stand 2019).
Die Typusart der Gattung ist Murine coronavirus (dt. Maus-Coronavirus), zu der etwa die Unterart Ratten-Coronavirus gehört. Die Betacoronaviren mit der größten klinischen Bedeutung für den Menschen sind
das Humane Coronavirus OC43 und
das Humane Coronavirus HKU1
der A-Linie (Untergattung Embecovirus),
SARS-CoV-1
und
SARS-CoV-2 (alias 2019-nCoV) der B-Linie (Untergattung Sarbecovirus)
und MERS-CoV der C-Linie (Untergattung Merbecovirus).

## Vorkommen
Im Hinblick auf die Evolution der Coronaviren lässt sich zeigen, dass die Gattungen Alphacoronavirus und Betacoronavirus aus dem Genpool von Fledermäusen stammen. Vertreter beider Gattungen sind in der Lage, den Menschen zu infizieren.
Fledermausarten aus der Familie der Glattnasen (Vespertilionidae) sind Wirtstiere von Betacoronaviren, beispielsweise die folgenden Arten:
- Zwergfledermaus (Pipistrellus pipistrellus) und Pipistrellus abramus aus der Gattung Zwergfledermäuse (Pipistrellus),
- Alpenfledermaus (Hypsugo savii, Synonym: Pipistrellus savii) aus der Gattung Hypsugo,
- Eptesicus isabellinus aus der Gattung Breitflügelfledermäuse (Eptesicus) und
- Tylonycteris pachypus aus der Gattung Bambusfledermäuse (Tylonycteris).

Außerdem:
- Stoliczka-Dreizackblattnase (Aselliscus stoliczkanus) aus der Familie der Rundblattnasen (Hipposideridae).[11]

Arten aus der Familie der Hufeisennasen (Rhinolophidae) sind ebenfalls Wirtstiere für Betacoronaviren, beispielsweise die folgenden Arten
- Rhinolophus ferrumequinum (Große Hufeisennase),
- Rhinolophus macrotis (Großohr-Hufeisennase),
- Rhinolophus pearsonii (Pearson-Hufeisennase),
- Rhinolophus sinicus (Chinesische Hufeisennase) – Virenspezies SARS-assoziiertes Coronavirus – und
- Rhinolophus affinis (Java-Hufeisennase, englisch intermediate horseshoe bat)[13][14][6] – Virenspezies SARS-assoziiertes Coronavirus.

Weitere Wirtstiere von Betacoronaviren sind unter den Säugetieren u. a.:
- Virenspezies Betacoronavirus 1:

- Rinder (Bovines Coronavirus [BCoV]),
- Hunde (Canines respiratorisches Coronavirus [CRCoV]),
- Pferde (Equines Coronavirus [ECoV]),
- Schweine (Porzines hämagglutinierendes Enzephalitis-Virus [PHEV]),

- Virenspezies Severe acute respiratory syndrome-related coronavirus:

- Larvenroller (Larvenroller-SARS-Coronavirus PC4-13 [Civet-SARS-CoV-PC4-13] und Larvenroller-SARS-Coronavirus SZ3 [Civet-SARS-CoV-SZ3]),
- Schuppentiere (Schuppentier-Coronavirus [Manis-CoV])

- Virenspezies Murine coronavirus:

- Altweltmäuse (Murines Hepatitis-Virus [MHV]),
- Ratten (Ratten-Coronavirus [RtCoV]).

Wirtstiere anderer Wirbeltier-Klassen sind nachweislich:
- Virenspezies Murine coronavirus:

- Vögel (Puffinosis coronavirus [PV], bei Schwarzschnabel-Sturmtauchern der Art Atlantiksturmtaucher, wissenschaftlich Puffinus puffinus)

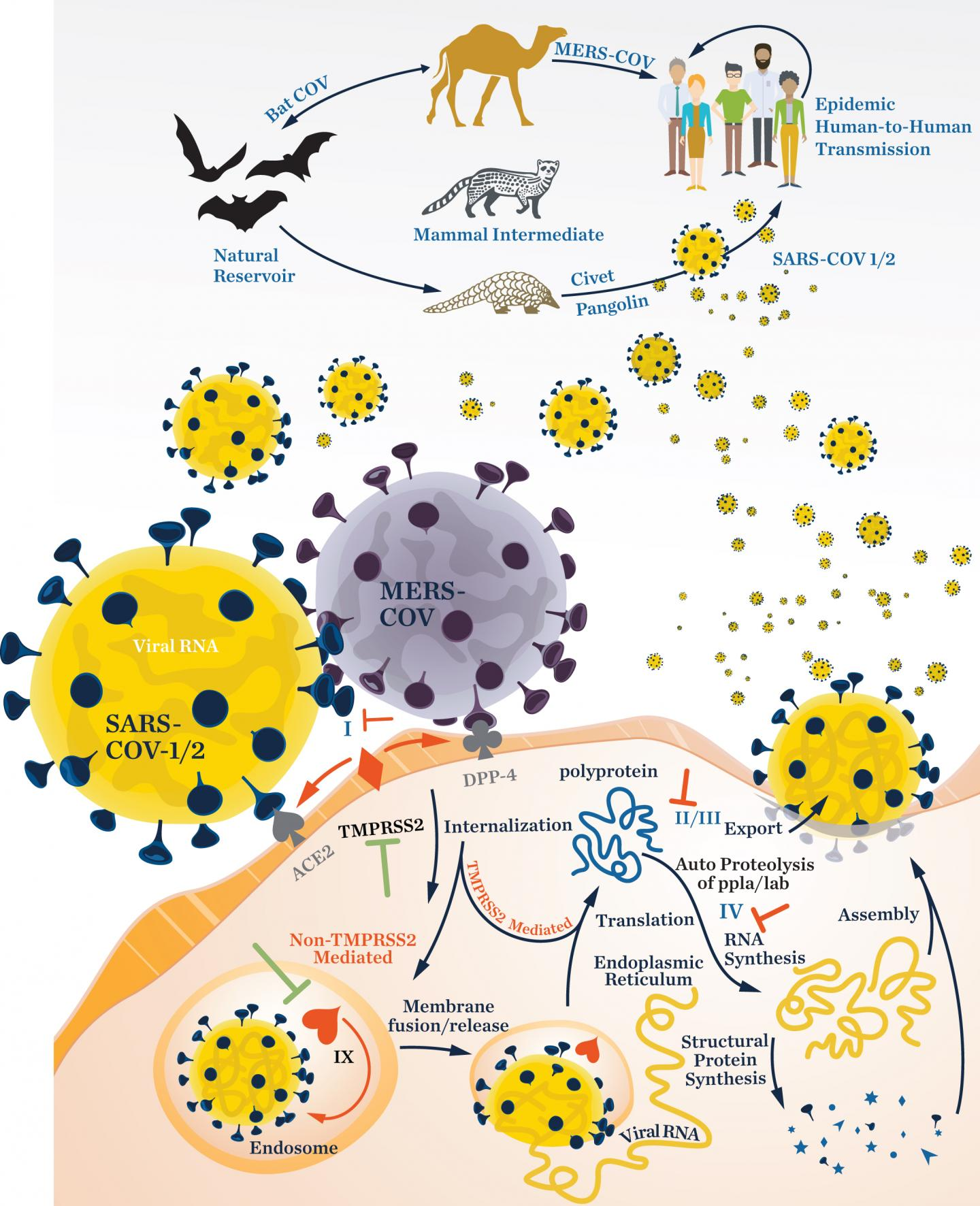
Replikationszyklus von typischen Vertretern der Gattung Betacoronavirus

## Molekulargenetik

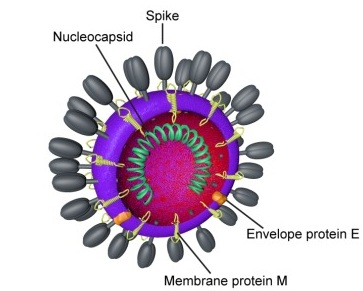
Schematischer Aufbau des Virions (Viruspartikel) eines Coronavirus, die verwendeten englischen Begriffe finden sich im Text.

Das einzelsträngige RNA-Genom der Betacoronaviren ist etwa 29.000 bis 31.100 Nukleotide (nt) lang. Die komplette RNA-Sequenzanalyse mittels Reverse-Transkriptase-Polymerase-Kettenreaktion (RT-PCR) von drei bei Fledermäusen isolierten Betacoronaviren (HKU4, HKU5 und HKU9) ergibt eine Genomgröße von 29.017 bis 30.488 Nukleotiden, der GC-Gehalt (der Anteil der Nukleinbasen Guanin und Cytosin) liegt zwischen 38 und 41 Mol-Prozent. Die Reihenfolge der Gene entspricht weitgehend der von anderen Coronaviren: Am 5′-Ende finden sich die beiden Offenen Leserahmen ORF 1a und ORF 1b, die den größten Teil des Genoms (20.800 bis 21.000 nt) ausmachen und für die Nichtstrukturproteine (NSP) 1a und 1b codieren. Dann folgen die Gene, die für die Hämagglutinin-Esterase (HE), die Spikes (S), Virushülle (E für englisch envelope ‚Hülle‘), Matrixproteine (M) und Nukleokapsid (N) codieren. Sowohl am 5′-Ende wie am 3′-Ende finden sich kurze, nichtcodierende Regionen (UTR, engl. untranslated region). Das HE-Gen kommt nur bei den Betacoronaviren vor.
Die Offenen Leserahmen (ORF) codieren für mehrere putative (vermutete) Proteine, darunter
- NSP 3 (enthält die putative Papain-ähnliche Protease PLPro),
- NSP 5 (enthält die putative Chymotrypsin-ähnliche Protease 3CLPro),
- NSP 12 (enthält die putative RNA-abhängige RNA-Polymerase, engl. RNA-dependent RNA polymerase RdRP),
- NSP 13 (enthält die putative Helikase),
- NSP 14 (enthält die putative 3′→5′-Exonuklease ExoN),
- NSP 15 (enthält die putative poly(U)-spezifische Endoribonuklease XendoU) und
- NSP 16 (enthält die putative S-Adenosylmethionin-abhängige 2'-O-Ribose-Methyltransferase 2'-O-MT).

Dabei entstehen die Nichtstrukturproteine durch spezifische proteolytische Spaltung durch die  PLPro und 3CLPro aus einem zunächst erzeugten Replikase-Polyprotein 1ab.
Da Betacoronaviren verschiedenen Wirte haben und Teile ihres Genoms rekombiniert werden, stellen sie eine potentielle Gefahr für die menschliche Gesundheit dar. So zeigte ein genetischer Vergleich eines im Jahr 2012 aus menschlichem Sputum isolierten Betacoronvirus mit Beta-CoV, die bei Fledermäusen auftreten, eine Übereinstimmung der Nukleotidsequenzen von 82,0 % – 87,7 %.

## Systematik

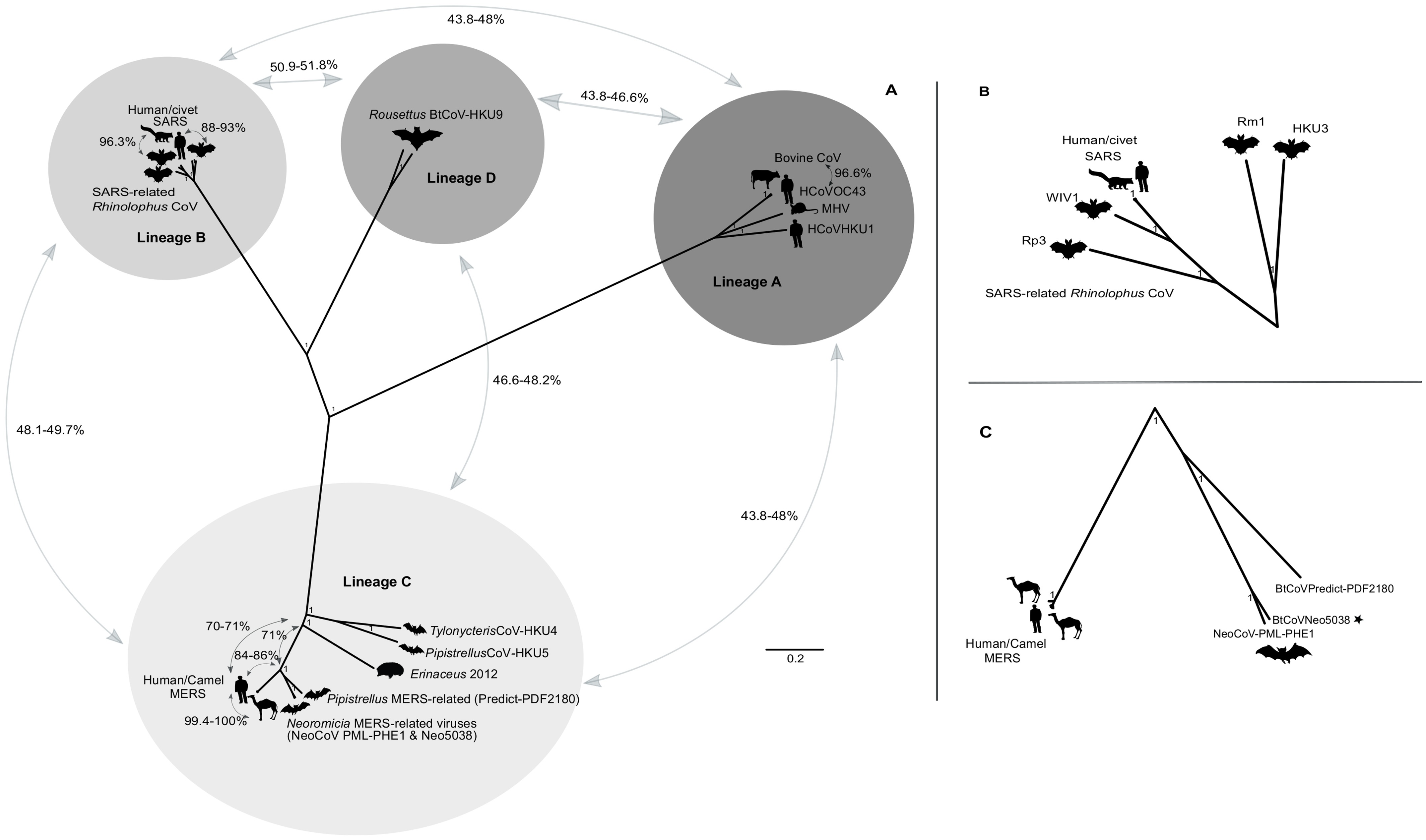
Phylogenetischer Baum, die Verhältnisse innerhalb der Gattung Betacoronavirus zeigend.

Innerhalb der Gattung Betacoronavirus (früher als Gruppe-2-Coronaviren bezeichnet) wurden durch phylogenetische Untersuchungen vier Untergruppen (engl. lineage ‚Abstammungslinie‘) identifiziert, die mit Buchstaben (A, B, C und D bzw. a, b, c und d), griechischen Buchstaben (α, β, γ und δ) und manchmal auch mit Zahlen gekennzeichnet werden. Im Jahr 2018 wurden diese Untergruppen als Untergattungen klassifiziert, sowie eine fünfte Untergattung (Subgenus) Hibecovirus definiert.
- Lineage A → Subgenus Embecovirus (mit HCoV-OC43, HCoV-HKU1)
- Lineage B → Subgenus Sarbecovirus (mit SARSr-CoV)
- Lineage C → Subgenus Merbecovirus (mit MERS-CoV)
- Lineage D → Subgenus Nobecovirus
- Subgenus Hibecovirus

Durch die zunehmende Anzahl von Genomanalysen, die in Datenbanken veröffentlicht werden, ist es möglich, eine phylogenetische Systematik zu erstellen. Im Zusammenhang mit dem Auftreten des „neuartigen Coronavirus von 2019“ (2019-nCoV, neuere Bezeichnung: SARS-CoV-2) haben mehrere Gruppen von Wissenschaftlern die Ergebnisse ihrer phylogenetischen Untersuchungen veröffentlicht. Die evolutionären Beziehungen zwischen den Vertretern der Betacoronaviren werden dabei auch als phylogenetischer Baum veranschaulicht, darauf basiert die Darstellung in diesem Artikel. Die Genomsequenzen sind unter anderem in der GenBank des Nationalen Zentrums für Biotechnologieinformation (NCBI) verfügbar.

## Medizinische Bedeutung
Mehrere Vertreter der Gattung Betacoronavirus sind in der Lage, den Menschen zu infizieren. Beta-CoV, die an Epidemien beteiligt waren, verursachen oftmals Fieber und Atemwegsinfektionen. Bekannte Beispiele sind:
- SARS-CoV-1,[6] verursacht das schwere akute Atemwegssyndrom (severe acute respiratory syndrome, SARS), zuerst 2002 in China aufgetreten (SARS-Pandemie 2002/2003)
- MERS-CoV („Middle East respiratory syndrome coronavirus“), mehrere Epidemien ab 2012
- SARS-CoV-2 (vormals „2019-nCoV“, „neuartiges Coronavirus von 2019“), COVID-19-Pandemie